# 4787 Shulʹzhenko
A 4787 Shulʹzhenko (ideiglenes jelöléssel 1986 RC7) a Naprendszer kisbolygóövében található aszteroida. Ljudmilla Vasziljevna Zsuravljova fedezte fel 1986. szeptember 6-án.